# ماكس بيرجمان
ماكس بيرجمان (بالألمانية: Max Bergmann)‏ هو عالم كيمياء حيوية وكيميائي أمريكي وألماني، ولد في 12 فبراير 1886 في فورت في ألمانيا، وتوفي في 7 نوفمبر 1944 في نيويورك في الولايات المتحدة.